# Them or Us
A Them or Us Frank Zappa 1984 októberében megjelent dupla nagylemeze, Zappa hivatalos diszkográfiájában sorrendben a 40.

## A lemezről
A lemez nyitó és zárószáma feldolgozás, a "The Closer You Are" eredetileg a Channels felvétele volt 1956-ban, a "Whippin' Post" pedig az Allman Brothers Band száma (erről lásd a Helsinki koncertet!) A lemez nagy részének alapját Zappa 1982-es felállásának koncertfelvételei adják kisebb stúdióutómunkálatokkal ("Sharleena", "Sinister Footwear II", "Truck Driver Divorce", "Stevie's Spanking", "Marqueson's Chicken", "Them or Us", "Whippin' Post"), de van az albumon 1974-ből származó felvétel is George Duke zongorajátékával ("Planet of My Dreams"), a többi 1983-as stúdiófelvétel. A heterogén források ellenére a lemez nagyon egységes hangulatú.
A "Ya Hozna" című szám egy 5/4-es gitárkíséret, ami mellett a "Sofá"-t (One Size Fits All album) és a "Lonely Little Girl"-t halljuk – visszafelé lejátszva, egyszerre, miközben Moon Zappa énekel, szintén visszafelé lejátszva. Ez egyesek szerint szarkasztikus válasz egyes rockelőadókat ért támadásokra: bizonyos lemezekről az terjedt el, hogy visszafelé lejátszva titkos (sátánista?) üzenetet rejtenek (lásd: Backmasking).
A 14 éves Dweezil Zappa játssza a gitárszólót a "Ya Hozna" és a "Stevie's Spanking" című dalokban (az utóbbiban a másodikat Steve Vai után).
A "Frogs with Dirty Little Lips" című számot Ahmet Zappa szerezte, 7 éves korában.
A Rykodisc CD-kiadása a szokásos CD-szinthez képest halk, de a hangminőségével nincs probléma.

## A borító
A The Perfect Stranger és a Francesco Zappa mellett a dupla Them Or Us-nak a borítójához is egy Amerikai művész: Donald Roller Wilson festményeit használták fel. Mindegyik borítón Patrícia kutya látható sötét napszemüvegben, piros ruhában, fehér gallérral. Minden festményen egy (vélhetőleg a befejezéséhez köthető) dátum, sorszám és időpont volt olvasható, amit egy változó hosszúságú, de mindenképpen eléggé sajátos és rejtélyes cím tett teljessé, csupa nagybetűvel. A Them Or Us-on Patrícia egy fal előtt áll, mellette kétoldalt két kis faliállvány, az egyiken egy Heinz kecsöpös üveg, a másikon egy tejjel teli cumisüveg látható – ez utóbbi állt a The Perfect Stranger borítóján Patrícia gyerekszéke mellett a rendetlen asztalon. A dupla album hátsó borítóján Zappa szépiaszínű portréja látható, mellkasszőrzete szemérmesen villan ki kétsoros vászonzakójának hasítéka mögül. Ökölbe szorított, zöld konyhai kesztyűbe bújtatott bal kezét szinte esküre emeli.

## A lemez számai
A másképp jelölteken kívül minden szám Frank Zappa szerzeménye.
1. "The Closer You Are" (Earl Lewis, Morgan "Bobby" Robinson) – 2:55
2. "In France" – 3:30
3. "Ya Hozna" – 6:26
4. "Sharleena" – 4:33
5. "Sinister Footwear II" – 8:39
6. "Truck Driver Divorce" – 8:59
7. "Stevie's Spanking" – 5:23
8. "Baby, Take Your Teeth Out" – 1:54
9. "Marqueson's Chicken" – 7:33
10. "Planet of My Dreams" – 1:37
11. "Be in My Video" – 3:39
12. "Them or Us" – 5:23
13. "Frogs with Dirty Little Lips" (Frank Zappa, Ahmet Zappa) – 2:42
14. "Whippin' Post" (Gregg Allman) – 7:32

## Közreműködők

### Zenészek
- Frank Zappa – gitár, ének
- Ray White – gitár, ének
- Ike Willis – ének
- Napoleon Murphy Brock – ének
- Steve Vai – gitár
- Scott Thunes – basszusgitár
- Arthur Barrow – basszusgitár
- Napoleon Murphy Brock – ének, vokál
- Tommy Mars – billentyűs hangszerek, ének
- Bobby Martin – billentyűs hangszerek, ének, szaxofon
- Ed Mann – ütőhangszerek
- Chad Wackerman – dobok
- Patrick O'Hearn – basszusgitár (Planet Of My Dreams)
- Johnny "Guitar" Watson – gitár (In France)
- Moon Unit Zappa – ének (Ya Hozna)
- Brad Cole – zongora (Be In My Video)
- Roy Estrada – vokál
- Bob Harris – billentyűs hangszerek, ének (Planet Of My Dreams), vokál
- Thana Harris – ének, vokál
- Dweezil Zappa – szólógitár (Sharleena, Stevie's Spanking)
- George Duke – billentyűs hangszerek (Planet Of My Dreams)

### Produkciós stáb
- Mark Pinske – hangmérnök
- John Matousek – maszterelés
- Gabrielle Raumberger – arculat, grafikai tervezés
- Donald Roller Wilson – festmény a borítón
- Steve Schapiro – fotó
- Bob Stone – hangmérnök

## Külső hivatkozások
- A megjelenés részletei – a Zappa Patio honlapról
- Dalszövegek és információk – az Information Is Not Knowledge honlapon
- Them or Us – a lemez olvasói véleményezése a zappa.hu honlapon (magyarul)
- Them or Us – a lemez olvasói véleményezése a Kill Ugly Radio honlapon